# 刺榆属
刺榆属（学名：Hemiptelea）是榆科下的一个属，为落叶乔木植物。该属仅有刺榆（Hemiptelea davidii）一种，分布于中国中部和北部。